# Shiba inu
El shiba inu (柴犬?) és una raça de gos mitjà i àgil, originari del Japó, que va ser originalment criat i desenvolupat com a gos de caça, per tant és capaç de suportar terrenys muntanyencs. S'assembla a altres races japoneses, com el Akita Inu o el Hokkaido, però el shiba inu és més petit i té un temperament diferent d'altres races de gossos del Japó. És una de les poques races de gos antigues que encara existeixen en el món.
Té el nom de shiba des de fa molt temps, amb diverses teories sobre l'etimologia. 犬 “Inu” és el kanji japonés que significa gos, però el significat del kanji 柴 "shiba” no és molt clar i té tres possibles explicacions.
Una primera explicació popular és que la paraula shiba significa "petit arbust" i que a aquesta raça se'n va dir així, justament per ser utilitzada en la caça de  animals petits que s'ocultaven entre matolls. Una altra possible explicació a aquest mateix kanji és degut al pelatge de l'animal, de color vermellós, semblant al color d'aquests matolls en l'època de tardor. Una tercera teoria és la de l'antic significat de "shiba", referint-se a "petit" o "poc", malgrat que aquesta definició és en desús des de fa molt de temps.

## Història i origen de la raça
El Shiba Inu és una raça japonesa molt antiga, recorda un gos que va ser trobat en unes ruïnes que daten del segle v aC. És el més petit del llinatge dels Spitz. És a l'origen un gos caçador, avui criat com a gos de companyia i també per a avisar de la presència d'intrusos, ja que sempre està en alerta i vigilant. Per la importació dels setters anglesos i dels pòinter, a la darreria del segle xix creuaven molt i el shiba de raça pura es van tornar rars. Des de 1928 hi ha hagut un moviment per a salvar la raça i el 1937 va ser declarat «monument natural».

## Descripció
Àgil, de port robust i musculós, pit profund, dors horitzontal i curt, ulls ametllats, cua llarga i en forma de falç. Té una pèl de color vermella, sal i pebre, negra i canyella, blanc o marró. El pelatge és aspre i llis però llustrós. L'alçada és de 36,5 cm per a femelles, 39,5 per a mascles amb una tolerància de 1,5 cm, el pes mitjà és de 9 a 13,5 kg. Perden molt de pèl tot l'any i muden dues vegades, a la primavera i a la rerevera.

## Cures
Si hom l'obliga a fer molt d'exercici i activitats físiques, es podrà tenir en un apartament. És robust i resistent exterior i a casa. El seu pèl curt i dens és fàcil de cuidar. És fàcil d'educar i no requereix res d'específic. Es pot tenir en un apartament, a condició de proveir molt d'exercici i s'ha de portar a passejar regularment.

## Temperament
És obedient, destre i molt net. És eixerit, emprenedor, afectuós i extremadament valent, ja que no dubta en amidar-se amb animals més forts que ell. Molt afectuós amb el seu amo i bon company per als nens. Amb altres animals pot conviure si es cuida des de petits. No és molt sociable si no s'educa bé.  És fàcil d'educar, obedient i intel·ligent. No són gaire afalagadors.